# Панасовка (Синельниковский район)
Панасовка (укр. Панасівка) — село,
Новоалександровский сельский совет,
Синельниковский район,
Днепропетровская область,
Украина.
Код КОАТУУ — 1224886007. Население по переписи 2001 года составляло 232 человека.

## Географическое положение
Село Панасовка находится у истоков реки Осокоровка,
выше по течению на расстоянии в 2 км расположено село Петровское.

## Происхождение названия
На некоторых картах село называют Афанасьевка.